# Bartholomeus van der Helst
Bartholomeus van der Helst (født 1613 i Haarlem, Nederland, begravet 16. december 1670 i Amsterdam, Nederland) var en nederlandsk portrætmaler.